# Placówka Straży Granicznej w Mielniku
Placówka Straży Granicznej w Mielniku – graniczna jednostka organizacyjna polskiej straży granicznej realizująca zadania w ochronie granicy państwowej.
24 sierpnia 2005 roku funkcjonującą dotychczas strażnicę SG w Mielniku przemianowano na placówkę Straży Granicznej.

## Terytorialny zasięg działania
Placówka Straży Granicznej w Mielniku ochrania odcinek granicy państwowej z Republiką Białoruś o długości 18,490 km  od znaku granicznego nr 1386 do znaku granicznego nr 1346 . 
Linia rozgraniczenia:
1. z placówką Straży Granicznej w Janowie Podlaskim: wyłącznie znak graniczny nr 1346, dalej granica gmin Mielnik oraz Konstantynów i Sarnaki[3] .
2. z placówką Straży Granicznej w Czeremsze: włącznie znak graniczny nr 1386, dalej granica gmin Czeremcha i Milejczyce oraz Nurzec-stacja[3] .

Poza strefą nadgraniczną obejmuje z powiatu siemiatyckiego gminy: Siemiatycze, Dziadkowice, Grodzisk, Drohiczyn, Perlejewo .

## Komendanci placówki
- kpt. SG Piotr Bazyluk